# ادنیویل (کارولینای شمالی)
ادنیویل (به انگلیسی: Edneyville) یک محدوده ثبت‌نشده در شهرستان هندرسون ایالت کارولینای شمالی کشور ایالات متحده آمریکا است که جمعیت آن در سرشماری سال ۲۰۱۰ میلادی، ۲٬۳۶۷ نفر بوده‌است.